# Basananthe hederae
Basananthe hederae là một loài thực vật có hoa trong họ Lạc tiên. Loài này được de Wilde mô tả khoa học đầu tiên năm 1973.